# Pointe à la Hache
Pointe à la Hache ist eine als Census-designated place eingestufte Siedlung im Bundesstaat Louisiana der Vereinigten Staaten von Amerika. Das U.S. Census Bureau hat bei der Volkszählung 2020 eine Einwohnerzahl von 183 ermittelt. Sie liegt am Ostufer des Mississippi River südlich von New Orleans im Plaquemines Parish und ist offiziell dessen Parish Seat. Die Parish-Verwaltung ist jedoch seit 2002 in Belle Chasse ansässig.

## Geographie

### Geographische Lage
Pointe à la Hache liegt am linken, nordöstlichen Ufer des Mississippi River in dessen Mündungsdelta. Die Mündung des Mississippi Rivers in den Golf von Mexiko liegt über 70 km flussabwärts des Orts, doch befinden sich bereits direkt nördlich und östlich des Orts Meeresausläufer. Die Siedlung Pointe à la Hache liegt auf einem schmalen, etwa 600 Meter breiten Landstreifen zwischen dem Hauptarm des Mississippi Rivers und dem parallel zum Fluss verlaufenden Back Levee Canal mit Verbindungen zum Chandeleur Sound, wobei mit Ausnahme weniger Gewerbebauten alle Gebäude Richtung Mississippi River liegen. Ein Großteil des Ortsgebiets liegt weniger als ein Meter über dem mittleren Meeresspiegel.

### Nachbarorte
Auf der Nordostseite des Flusses sind die Weiler Davant in Nordwesten und Bohemia im Südosten die unmittelbaren Nachbarorte, wobei Bohemia die letzte vor der Mündung am linken Flussufer gelegene bewohnte Siedlung ist. Auf der gegenüberliegenden Flussseite befindet sich West Pointe à la Hache. Der nächste größere Ort, Belle Chasse, liegt etwa 45 km nordwestlich und das Zentrum von New Orleans etwa 65 km nordwestlich von Pointe à la Hache.

## Geschichte
Menschliche Besiedlung ist auf dem Gebiet des heutigen Bundesstaats Louisiana seit etwa 6.000 Jahren nachzuweisen. Vom 13. bis in das 15. Jahrhundert zählte das Areal des heutigen Orts Pointe à la Hache zu den äußersten Ausläufern des Verbreitungsgebiets der Plaquemine-Kultur, die stark von der Mississippi-Kultur beeinflusst war. Im 16. Jahrhundert erreichten spanische Konquistadoren die Region, als der Trupp des auf derselben Expedition verstorbenen Hernando de Soto den Mississippi River flussabwärts bis zu seiner Mündung befuhr. Eine dauerhafte europäische Kolonialisierung begann jedoch erst, nachdem Frankreich 1682 ein riesiges Gebiet zwischen den Großen Seen und dem Golf von Mexiko als Kolonie Louisiana in Besitz nahm.
Pierre Le Moyne d’Iberville führte zwischen 1698 und 1702 die so genannte Louisiana-Expedition in das untere Mississippi-Tal, die zur Gründung mehrerer Posten und Siedlungen führte. Zusammen mit seinem Bruder Jean-Baptiste Le Moyne de Bienville errichtete d’Iberville so 1699 ein etwa 15 km flussaufwärts des heutigen Pointe à la Hache am selben Ufer gelegenes Fort namens Fort De La Boulaye. Innerhalb der nächsten Jahre wurde Pointe à la Hache besiedelt und nach dem französischen Ausdruck für Axtspitze benannt. Die 1755 fertiggestellte Mitchell-Karte benennt den Ort bereits (in englischsprachiger Übersetzung als Hatchet Point).
Als 1807 das Plaquemines Parish als administrative Einheit im Orleans-Territorium geschaffen wurde, erhielt Pointe à la Hache als größte Siedlung zwischen der Flussschleife English Turn bei New Orleans und der Mündung den Status des Parish Seats. Mitte des 19. Jahrhunderts lebten etwa 200 Personen im Ort; für 1886 werden „600 bis 800“ Einwohner genannt. Im 19. Jahrhundert waren dies vor allem französischstämmige Landwirte, die überwiegend Reis kultivierten. So verarbeitete die örtliche Reismühle im Jahr 1886 35.000 Bushels. 1930 war die Einwohnerzahl auf 404 gesunken.
Die exponierte geographische Lage des Orts führt periodisch zu Überschwemmungen und Sturmschäden durch Naturereignisse. So waren durch den Louisiana-Hurrikan von 1812 Tote und Schäden zu verzeichnen, wie auch 1886 Überschwemmungen große Schäden verursachten. Infolge des New-Orleans-Hurrikans im September 1915 starben 31 Einwohner. Zudem wurde ein Großteil der Gebäude im Ort zerstört. Umfangreiche Zerstörungen verursachten auch Hurrikan Betsy 1965, Hurrikan Katrina 2005 und der Tropische Sturm Lee 2011.
Ab dem 19. Jahrhundert gewann auch die kommerzielle Austernfischerei an Bedeutung und löste schließlich die Landwirtschaft als wichtigsten Wirtschaftszweig des Orts ab. Im 20. Jahrhundert nahmen die Bestände ab und wurden im 21. Jahrhundert durch die Ölpest im Golf von Mexiko 2010 weiter dezimiert.
Das 1916 als Ersatz für das 1915 durch den New-Orleans-Hurrikan stark beschädigte Vorgängergebäude neu errichtete Parish Courthouse wurde am 12. Januar 2002 durch Brandstiftung schwer beschädigt. Die Verwaltung des Plaquemines Parish ist seither im inzwischen größten Ort des Parish, Belle Chasse, ansässig. Auch nachdem im August 2019 ein neues Courthouses neben dem beschädigten Gebäude in Pointe à la Hache eröffnet wurde, verblieben die meisten administrativen Stellen in Belle Chasse. Infolge dieses Umzugs, der schweren Sturmschäden 2005 und 2012 sowie des Mangels an Arbeitsplätzen in und um Pointe à la Hache verließen zahlreiche Einwohner den Ort. 2020 hatte er nur mehr 183 Einwohner.

## Infrastruktur

### Verkehr
Für den Gütertransport spielt der Mississippi River eine wichtige Rolle. In Pointe à la Hache befinden sich allerdings keine größeren Hafenanlagen.
Pointe à la Hache und West Pointe à la Hache sind durch eine Fähre verbunden. Die Fährverbindung ist die südlichste Querungsmöglichkeit des Mississippi Rivers für Kraftfahrzeuge und Fußgänger.
Die Staatsstraße Louisiana Highway 39 verläuft parallel zum Mississippi River von New Orleans bis Bohemia auf der Nordostseite von Pointe à la Hache. Auf der gegenüberliegenden Flussseite folgt Louisiana Highway 23 ebenfalls dem Fluss. Bis Mitte des 20. Jahrhunderts verlief dort auch die Bahnstrecke Algiers–Buras mit Haltepunkt in West Pointe à la Hache, die inzwischen flussaufwärts in Myrtle Grove endet.
ÖPNV existiert nicht in Pointe à la Hache.

### Bildung
Pointe à la Hache liegt im Schulsprengel des Plaquemines Parish School Board, der seinen Sitz in Belle Chasse hat. Die für den Ort zuständigen Schulen befinden sich teilweise in Buras, teilweise in Belle Chasse.

## Söhne und Töchter der Stadt
- E. W. Gravolet (1919–1968), Mitglied des Senats von Louisiana